# Rakahouka (Nouvelle-Zélande)
Rakahouka est une commune de la région du  Southland dans le sud de l’Île du Sud de la  Nouvelle-Zélande.

## Situation
Elle est située dans une zone agricole fertile de la plaine du Southland (en) juste au sud de la rivière Makarewa. La principale ville proche est celle d’Invercargill, situé à approximativement 15 km au sud-ouest, et les villages proches sont Grove Bush et Mabel Bush au  nord, Woodlands au sud-est, et  Myross et Roslyn Bush au sud-ouest.

## Accès
La State Highway 98 (en) passe  à travers la ville de Rakahouka.  Elle relie la ville de Makarewa à celle de  Dacre, et Rakahouka est le seul nom de localité situé sur cette route.